# 豊田市立大蔵小学校
豊田市立大蔵小学校（とよたしりつ おおくらしょうがっこう）は、愛知県豊田市大蔵町にある公立小学校。

## 概要
- 校区は足助白山町、大河原町、大蔵町、大塚町、上切山町、小手沢町、塩ノ沢町、摺町、葛町、栃ノ沢町、中立町、西樫尾町、東中山町であり、公立中学校に進学する場合は豊田市立足助中学校へ進学する[1]。
- 豊田市の小規模特認校に指定されており、一部は豊田市内の別の校区から転入学してきた児童である[2]。
- 旧・東加茂郡足助町の小学校であった。

## 沿革
- 1874年（明治7年） - 中立村に中立学校が開校する。
- 1875年（明治8年） - 西樫尾村に樫尾学校が開校する。昌安寺[注釈 1]を仮校舎とする。
- 1877年（明治10年） -
  - 中立学校の校舎が完成する。
  - 樫尾学校の校舎が完成し、移転する。
- 1878年（明治11年） - 西樫尾村、東渡合村、小町村、御蔵村、実栗村、大蔵村、切山村、小手沢村が合併し、広岡村が発足。
- 1887年（明治20年） - 中立学校が尋常小学中立学校、樫尾学校が尋常小学樫尾学校に改称する。
- 1889年（明治22年）10月1日 - 大河原村、中立村、葛村、摺村、栃ノ沢村、東中山村、大塚村、塩ノ沢村、月原村、広岡村、白山村が合併し、阿摺村が発足。
- 1893年（明治26年） - 尋常小学中立学校が瑞穂尋常小学校に、尋常小学樫尾学校が樫尾尋常小学校に改称する。
- 1894年（明治27年）6月4日 - 阿摺村の一部（中立、葛、摺、栃ノ沢、東中山、大塚、塩ノ沢、深田、東広見）が分立し、瑞穂村が発足。瑞穂尋常小学校は瑞穂村の学校となる。
- 1906年（明治39年）5月1日 - 阿摺村、瑞穂村、大和村が合併し、阿摺村となる。瑞穂尋常小学校は阿摺村の学校となる。
- 1910年（明治43年） - 瑞穂尋常小学校が阿摺第二尋常高等小学校に、樫尾尋常小学校が阿摺第三尋常小学校に改称する。
- 1914年（大正3年） - 阿摺第二尋常高等小学校と阿摺第三尋常小学校を統合し、阿摺中部尋常高等小学校となる。
- 1922年（大正11年） - 大河原尋常小学校[注釈 2]を統合する。大河原分教場を設置する。
- 1926年（大正15年） - 阿摺青年訓練所を併設する。
- 1935年（昭和10年） - 阿摺青年学校を併設する。
- 1936年（昭和11年） - 大河原分教場が独立し、大河原尋常小学校となる。
- 1941年（昭和16年）4月1日 - 阿摺村立中部国民学校に改称する。
- 1947年（昭和22年）4月1日 - 阿摺村立中部小学校に改称する。
- 1955年（昭和30年）4月1日 - 足助町、盛岡村、賀茂村、阿摺村が合併し、足助町となる。同時に足助町立大蔵小学校に改称する。
- 1967年（昭和42年） - プールが完成する。
- 1979年（昭和54年） - 新校舎（鉄筋コンクリート造）が完成する。
- 1997年（平成9年）4月 - 足助町立大河原小学校[注釈 3]を統合する。
- 2001年（平成13年） - 北舎が完成する。
- 2005年（平成17年）4月1日 - 足助町が豊田市へ編入される。同時に豊田市立大蔵小学校に改称する。

## 交通アクセス
- 足助地域バス「あいま～る」「大蔵小学校」バス停より徒歩約3分。　※運行日注意

## 周辺施設
- 阿摺郵便局
- 豊田市立大蔵こども園
- JAあいち豊田営農部大蔵店舗きのこバイオセンター